# Edmond H. Fischer
Edmond Henri Fischer (Sanghaj, 1920. április 6. – Seattle, 2021. augusztus 27.) svájci-amerikai biokémikus. 1992-ben Edwin G. Krebs-szel közösen elnyerte az orvostudományi Nobel-díjat, mert felfedezte a fehérjék foszforilálásának a sejtműködés szabályozásában játszott alapvető szerepét.

## Életpályája

### Tanulmányai
Edmond H. Fischer Sanghajban született, 1920. április 6-án. Apja, a jogi és közgazdasági doktorátussal rendelkező Oscar Fischer Bécsből érkezett a kínai városba. Anyja Renée Tapernoux volt, egy újságíró lánya, aki a Dreyfus-botrány után kivándorolt Indokínába, majd onnan Sanghajba, ahol az első kínai francia lap, a Courrier de Chine szerkesztője lett.
Hétéves korában két idősebb bátyjával együtt Svájcba, a Genfi-tó partján fekvő La Châtaigneraie bentlakásos iskolába küldték tanulni. Raoul bátyja később mérnöknek, Georges bátyja pedig jogásznak tanult. 1935-ben kezdte a középiskolát a genfi Collège de Calvin-ban. Négy évvel később leérettségizett és egy időben a második világháború kitörésével beiratkozott a Genfi Egyetemre. Mikrobiológia-professzora, Fernand Chodat tanácsára nem a bakteriológiára, hanem kémiára specializálódott és vegyészmérnöki diplomát szerzett. Kurt H. Meyer laboratóriumában kezdett enzimológiai kutatásokat végezni és az amiláz izolálásából 1947-ben megírta doktori disszertációját.

### Pályája
Fischer a Genfi Egyetemen kezdett dolgozni tanárként és kutatóként, majd 1950-ben mentora, Kurt Meyer halála után kutatói ösztöndíjjal az Egyesült Államokba utazott. A California Institute of Technology-ba való érkezése után a seattle-i Washingtoni Egyetem biokémiai tanszékének vezetője felajánlott neki egy állást, amit Fischer (miután Seattle hegyes-erdős környéke otthonára emlékeztette) elfogadott.
A Washingtoni Egyetemen Fischer Edwin Krebs-szel közösen kezdett el dolgozni a glikogén-foszforiláz enzimen. A kutatás kezdeti témája az volt, hogy a különböző szervezetekből (gerincesekből illetve növényekből) izolált foszforiláz működése különbözik-e annyira, hogy egyik használ adenozin-monofoszfátot (AMP) kofaktorként, a másik pedig nem. Ezt a problémát nem sikerült megoldaniuk (hat évvel később Jacques Monod allosztérikus elméletével derült ki a különbség oka) viszont felfedezték, hogy az enzim ki- és bekapcsolása annak foszforilálásával/defoszforilálásával történik. A későbbi kutatások kiderítették, hogy a foszforilálás általános mechanizmus a sejt szabályozófehérjéinek aktiválásában. Fischert 1961-ben a Washingtoni Egyetem biokémiai professzorává nevezték ki; székét egészen nyugdíjazásáig megtartotta.

## Elismerései
Edmond H Fischer és Edwin G. Krebs 1922-ben orvostudományi Nobel-díjban részesült annak felfedezéséért, hogy a visszafordítható fehérjefoszforiláció biológiai szabályozó lehet. Fischer ezenkívül megkapta a Svájci Kémiai Társaság Werner-érmét, a Lederle orvosi tanszéki díjat, a Genfi Egyetem Prix Jaubert-ját, a Senior Passano-díjat és az Indianai Egyetem Steven C. Beering-díját. A francia Montpellier-i Egyetem és a svájci Bázeli Egyetem díszdoktorává fogadta. 1972 óta tagja volt az Amerikai Művészeti és Tudományos Akadémiának, 1973 óta pedig az Amerikai Tudományos Akadémiának.

## Családja
Edmond Fischer 1948-ban vette feleségül a svájci Nelly Gagnaux-t, akitől két fia – François és Henri – született. Felesége 1961-ben elhunyt, Fischer pedig két évvel később újraházasodott, Beverley Bullockot vette el. Fischer kedvelte a komolyzenét, a középiskolában komolyan foglalkozott azzal, hogy zenei pályát választ.